# James Wynne
Pas d'image ? Cliquez ici

a Compétitions nationales et continentales officielles uniquement.

b Matchs officiels uniquement.
James Wynne, né le 16 septembre 1976 à Gunnedah (Australie), est un joueur professionnel de rugby à XIII ayant joué aux Newcastle Knights en NRL. James Wynne a aussi joué ensuite pour le Toulouse Olympique puis le FC Lézignan en Championnat de France de rugby à XIII.
Durant les saisons 2001 et 2002, Wynne était le numéro 2 derrière Andrew Johns et ne joua que 5 match en équipe première. En 2003, Wynne s'expatrie en France dans le club du Toulouse Olympique, club dont il devient le capitaine et demi de mêlée.
Avec Toulouse il perd une demi-finale de Championnat de France face au FC Lézignan et deux finales consécutives en 2005 et 2006 face respectivement à L'UTC et Pia.
En juin 2007, Wynne est sélectionné pour la France (en tant que joueur assimilé) contre la Grande-Bretagne.
Il est sélectionné en équipe de France pour la coupe du monde de rugby à XIII de 2008.
En septembre 2007, il signe à Lézignan en tant que capitaine et coach, demi-finaliste de la coupe de France Lord Derby 2008 contre Albi, il offre le titre de Champion de France 2008 au FC Lézignan après 30 ans d'attente en battant Pia (champion 2006 & 2007) 28 à 16.
James a été nommé homme du match lors de la victoire de la France en Coupe du monde face à l’Écosse à Canberra, le dimanche 26 octobre 2008.
Wynne réside maintenant à Gunnedah avec sa femme Carly et son fils Xavier. Il a récemment repris son travail à Gunnedah mais prévoit de rejouer au rugby bientôt.

## Biographie
Composition de Toulouse :

## Palmarès
- Collectif : 
  - Vainqueur du Championnat de France : 2008, 2009 et 2010 (Lézignan).
  - Vainqueur du Coupe de France : 2010 (Lézignan).
  - Finaliste du Championnat de France : 2005 et 2006 (Toulouse).